# Julius Schad

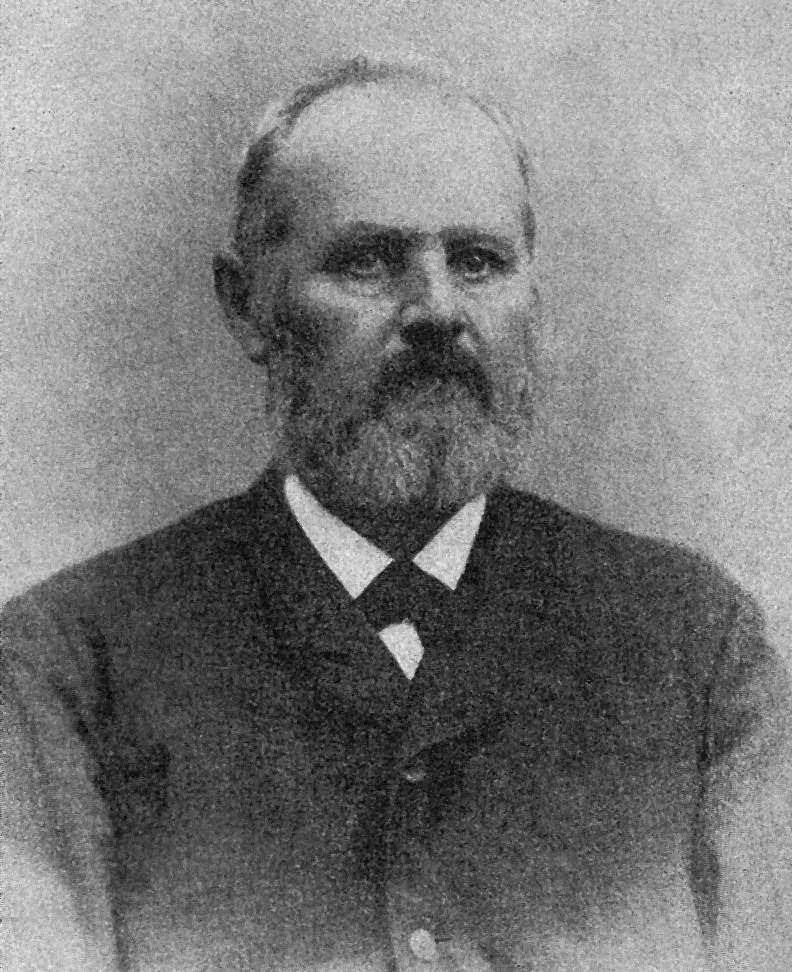
Julius Schad

Julius Friederich Walter Schad (* 4. Februar 1824 in Biberach an der Riß; † 22. Mai 1900) war ein württembergischer Kommunalpolitiker und von 1866 bis 1876 Stadtschultheiß der Stadt Tuttlingen.
Schad stammte aus einer Rentamtmannsfamilie und arbeitete vor seiner Wahl zum Schultheiß als Tuttlinger Ratschreiber. 1866 wurde er zum Stadtschultheiß gewählt. 1876 trat er von diesem Amt zurück und arbeitete anschließend als Oberamtspfleger in Tuttlingen. In Schads Amtszeit als Schultheiß fiel Tuttlingens Anschluss an die Eisenbahn 1869.